# Prix littéraires du Gouverneur général 1962
Liste des Prix littéraires du Gouverneur général pour 1962, chacun suivi du gagnant.

## Français
- Prix du Gouverneur général : romans et nouvelles de langue française : Jacques Ferron, Contes du pays incertain.
- Prix du Gouverneur général : poésie ou théâtre de langue française : Jacques Languirand, Les Insolites, suivi de Les Violons de l'automne.
- Prix du Gouverneur général : études et essais de langue française : Gilles Marcotte, Une littérature qui se fait.

## Anglais
- Prix du Gouverneur général : romans et nouvelles de langue anglaise : Kildare Dobbs, Running to Paradise.
- Prix du Gouverneur général : poésie ou théâtre de langue anglaise : James Reaney, Twelve Letters to a Small Town and The Killdeer and Other Plays.
- Prix du Gouverneur général : études et essais de langue anglaise : Marshall McLuhan, The Gutenberg Galaxy.